# Joan Villuendas i Bornau
Joan Villuendas i Bornau (Castellbell i el Vilar, Bages, 20 d'abril de 1952) és un dirigent esportiu català, president de la Federació Catalana d'Atletisme des del 2012.
Abans de jubilar-se va treballar durant 40 anys a Caixa de Sabadell, una tasca que va combinar amb una de les seves passions, l'atletisme, al qual es va aproximar, fonamentalment, des del vessant de la gestió esportiva. Així, durant més de 20 anys ha estat al capdavant del Club Atlètic Granollers (CAG), entitat que va deixar de presidir, traslladant el llistó a Joan Cutrina, per tal de poder passar a ocupar el càrrec de president de la Federació Catalana d'Atletisme, substituint a l'anterior president, Romà Cuyàs i Sol. D'aquesta manera, el març del 2012, es convertia en el trenta-nou president, d'ençà que l'any 1915 es va fundar la FCA. Anteriorment, havia format part de la Junta Directiva de la FCA, com a tresorer durant la presidència de Guillem Ros Massot. Fins ara, formava part de l'anterior directiva com a vocal. També, durant algun temps, ha format part de la Comissió Executiva i Comissió de Clubs, i ha estat vicepresident de la Reial Federació Espanyola d'Atletisme. També ha col·laborat en l'organització de l'Associació Esportiva La Mitja, entitat que organitza amb èxit des de fa uns quants anys la Mitja Marató de Granollers i també el Cros Internacional de Granollers. El març de 2018 fou reelegit com a president de la federació catalana després de superar la candidatura alternativa de Mercè Rosich per un resultat molt ajustat de 37 a 36 vots.